# Kentucky Derby 1935
Kentucky Derby 1935 var den sextioförsta upplagan av Kentucky Derby. Löpet reds den 4 maj 1935 över 1 1⁄4 miles (2 012 m). Löpet vanns av Omaha som reds av Willie Saunders och tränades av James E. Fitzsimmons.
18 hästar deltog i löpet. Segrande Omaha lyckades även att ta titeln Triple Crown, då han även segrade i Preakness Stakes och Belmont Stakes.

## Resultat
| P  | Häst          | Jockey          | Tränare               | Ägare                              | Tid     |
| -- | ------------- | --------------- | --------------------- | ---------------------------------- | ------- |
| 1  | Omaha         | Willie Saunders | James E. Fitzsimmons  | Belair Stud                        | 2:05.00 |
| 2  | Roman Soldier | Lester Balaski  | Phil Reuter           | William Sachsenmaier & Phil Reuter |         |
| 3  | Whiskolo      | Wayne D. Wright | Robert V. McGarvey    | Milky Way Farm Stable              |         |
| 4  | Nellie Flag   | Eddie Arcaro    | Burton B. Williams    | Calumet Farm                       |         |
| 5  | Blackbirder   | Willie Garner   | Charles Hainesworth   | Charles Hainesworth                |         |
| 6  | Psychic Bid   | Robert Jones    | Robert Augustus Smith | Brookmeade Stable                  |         |
| 7  | Morpluck      | Mack Garner     | Clarence Buxton       | Jerome H. Louchheim                |         |
| 8  | Plat Eye      | Silvio Coucci   | John M. Gaver Sr.     | Greentree Stable                   |         |
| 9  | McCarthy      | Robert Finnerty | John Chesney          | Morrison & Keating                 |         |
| 10 | Commonwealth  | George Woolf    | Preston M. Burch      | Sarah F. Jeffords                  |         |
| 11 | Sun Fairplay  | Sam Renick      | W. E. Collins         | Fair Fields Farm Stable            |         |
| 12 | Today         | Raymond Workman | T. J. Healey          | Cornelius Vanderbilt Whitney       |         |
| 13 | Whopper       | Charles Landolt | Duval A. Headley      | Hal Price Headley                  |         |
| 14 | Bluebeard     | Herman Schutte  | Arthur Goldblatt      | Mrs. R. B. Fairbanks               |         |
| 15 | Tutticurio    | Charles Corbett | Frank M. Bray         | Brandon Stable                     |         |
| 16 | Boxthorn      | Don Meade       | Herbert J. Thompson   | Edward R. Bradley                  |         |
| 17 | St. Bernard   | Paul Keester    | Albert B. Gordon      | E. Dale Shaffer                    |         |
| 18 | Weston        | Sterling Young  | Tom B. Young          | Braedalbane Stable                 |         |